# Заклинание

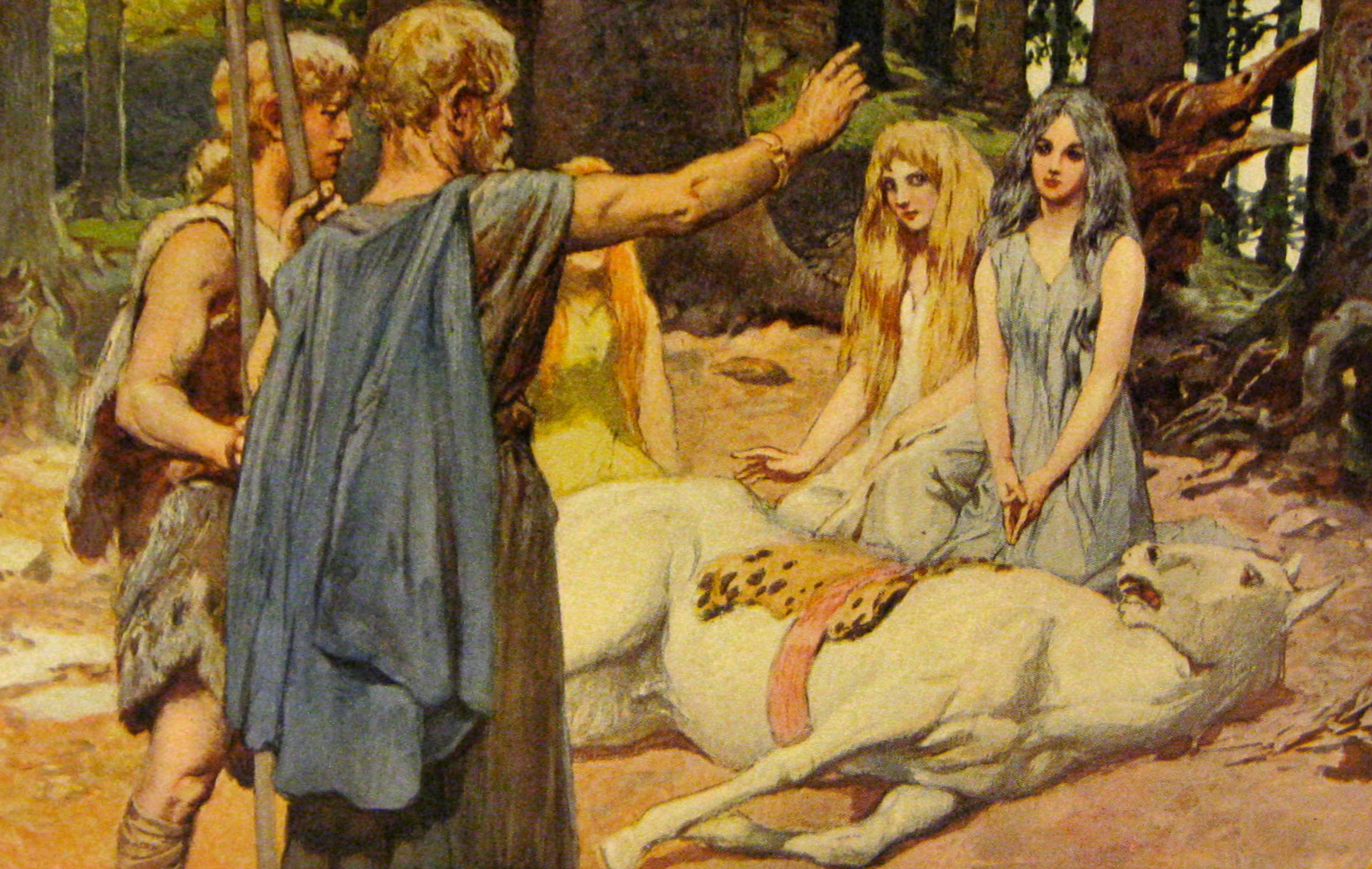
Вотан с помощью заклинания исцеляет коня Бальдра

Заклинание (заклятие) — вид ритуально-магической речи, прямое обращение к объекту магического воздействия в императивной форме (требование, приказ, побуждение, просьба, мольба, предупреждение, запрещение, угроза). Может быть самостоятельным вербальным ритуалом (таковы, например, приветствия типа «здравствуй!», пожелания вреда, проклятия или отсылки типа «иди ты к чёрту!»), приговором при обрядовом или практическом действии, а также составной частью более сложных вербальных форм, колдовских заговоров, благопожеланий, обрядовых песен (например, колядок). Они близки психологическим аффирмациям, религиозным молитвам и мантрам.
С помощью заклинаний люди пытаются добиться исполнения желаний, которые они не могут осуществить обычным способом (повлиять на погоду, урожай). В отличие от молитв, которые являются лишь просьбами к Богу или духам, заклинание предназначено для принудительного исполнения желания. В Западной Европе в Средние века заклинания, как правило, произносились на латыни. Слово «абракадабра», в современном русском языке обозначающее бессмыслицу, произошло от средневекового заклинания.
Заклинания нередко используют иллюзионисты для достижения театрального эффекта.
В современной психологии существуют методы гипноза и аффирмации, имеющие схожие с заклинаниями цели и способы применения.

## В китайской культуре
Характеризуя китайское отношение к речевому акту, Марсель Гранэ (1884—1940) отмечал: «В слове в полной мере расцветает магия дуновений и значимость этикета. Подчеркнуть слово — значит присвоить положение, подчеркнуть знак — значит предопределить судьбу. Говоря, называя, обозначая, не ограничиваются отвлечённым описанием или определением. Но оценивают и заражают. Слово бросает вызов судьбе, оно призывает её к жизни. Это своего рода виртуальная действительность, где слово главенствует над явлением» (пер. В. Б. Иорданского).